# ConXious
conXious ist eine Rockband aus Wien (Österreich).

## Bandgeschichte
1991 wurde die Band zunächst von Alex Ghezzo (Gitarre), Michael Ghezzo (Schlagzeug) und Willie Brenner (Bass) gegründet. Zunächst namenlos schloss sich der Band ein Jahr später Ina Faerber an und wurde kurz darauf in Mindgallery umbenannt. Ab 1994 tourte man unter dem Namen Brainstorm, später Mindgallery in Wien und Umgebung. Um 1996, mit den neuen Mitgliedern Max Kainz und Clemens Faerber, änderte man den Namen in conXious. In der Besetzung Clemens Faerber (Gesang), Alexander Ghezzo (Gitarre), Marcus Kainz (Gitarre), Ina Faerber (Bass) und Michael Ghezzo (Schlagzeug) entstand das erste Album Studiodays. 2000 folgte der Nachfolger Portraits.
2003 wurde mit Alex Ranic Dimoski (Gesang), Alexander Ghezzo (Gitarre), Victor Gabriel (Bass) und Michael Ghezzo (Schlagzeug) ein fast komplett neues Line-up gefunden. In dieser Besetzung entstand das dritte Album Between Arrival and Departure, das im September erschien. Bereits 2004 stieg mit Albert Leibel aber ein neuer Sänger ein. Mit diesem erschien 2005 das Album Never Before / Never Again. Kurz darauf stieg Ina Faerber wieder ein.
conXious versuchte sich anschließend als Veranstalter für anspruchsvolle Veranstaltungen im Bereich Progressive Rock und Progressive Metal und trat vermehrt als Support für Bands wie Arena, The Flower Kings, Pain of Salvation, Spock’s Beard, Sieges Even, IQ und Riverside auf. Des Weiteren änderte sich das Line-up kontinuierlich. Derzeit besteht die Band aus Christian Alexander Wurm (Gesang), Alexander Ghezzo (Gitarre), Michal Robert Piatek (Bass) und Michael Ghezzo (Schlagzeug).
2016 erschien ihr bisher letztes, selbstbetiteltes Album mit Michael G. Reiter als Sänger, welcher kurze Zeit später die Band verließ. Alle bisherigen Alben erschienen als Eigenproduktionen und wurden im bandeigenen Studio in Wien-Floridsdorf eingespielt.
2017 wurde Christian A. Wurm der neue Sänger der Band.
2018 fand am 4. März im Wiener Life Music Club Replugged der erste Gig mit Christian als neuen Sänger statt.

## Musikstil
Der Tradition der klassischen Progressive-Rock-Bands (Yes, Fates Warning, Dream Theater) folgend, unterscheidet sich diese Wiener Rockband vor allem durch den Wegfall der sonst üblichen bombastischen Keyboard-Arrangements von den meisten Progressive-Rock-Bands. Das Line-up erinnert eher an eine Heavy-Metal-Band. Das Gitarrenspiel ist daher eher am Rock orientiert und wird bei den Studioaufnahmen durch zusätzliche Gitarrenspuren verdichtet. Ihr Stil wird gerne als purer Gitarren-Rock bezeichnet, in dessen Sound sich unterschiedliche Einflüsse anderer Musikstile wiederfinden.

## Diskografie
- 1998: Studiodays
- 2000: Portraits
- 2003: Between Arrival and Departure
- 2005: Never Before / Never Again
- 2016: conXious